# Robert H. Pruyn

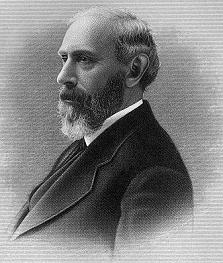
Robert H. Pruyn

Robert Hewson Pruyn (* 14. Februar 1815 in Albany; † 26. Februar 1882 ebenda) war ein US-amerikanischer Offizier, Diplomat und Politiker. Für die Forschung ist er vor allem als zweiter US-amerikanischer Botschafter in Japan von Bedeutung.

## Leben
Pruyn war der Sohn des wohlhabenden Geschäftsmanns Casparus F. Pruyn, der für die Van-Rensselaer-Familie arbeitete, und dessen Frau Anne Hewson Pruyn. Er besuchte zunächst eine Eliteschule, die Albany Academy, worauf er am Rutgers College studierte. Dort erhielt er 1833 einen Bachelor of Arts und 1836 einen Master of Arts. Nachdem er im selben Jahr die dreijährige Ausbildung zum Anwalt bei Abraham Van Vechten vollendet hatte, diente er drei Jahre lang als City attorney (Staatsanwalt) in Albany. Von 1839 bis 1841 war er im Gemeinderat seiner Heimatstadt tätig, worauf er bis 1846 der judge advocate general des Bundesstaats New York war. 1848 zog er als Whig in die New York State Assembly ein, wo er bis 1851 diente und einige Zeit die Rolle des Speakers übernahm. In den Jahren von 1851 bis 1854 diente er erneut als judge advocate general, worauf er 1854 erneut Abgeordneter in der New York State Assembly war. Nach seiner Amtszeit war er von 1855 bis 1857 adjutant general der New York State Militia. Damit ging der Titel brigadier general einher. Er trat 1860 erneut als Republikaner an, scheiterte jedoch knapp an 66 Stimmen.
Da das von ihm geleitete Familienunternehmen während des Amerikanischen Bürgerkriegs in finanzielle Schwierigkeiten geriet, ersuchte Pruyn die Lincolnadministration um einen Botschafterposten. Sein Freund, der Außenminister William H. Seward, überzeugte 1861 den Präsidenten Abraham Lincoln, Pruyn als Nachfolger von Townsend Harris zum Minister Resident in Japan zu ernennen. Nachdem er dort am 25. April 1862 eingetroffen war, akkreditierte er sich am 17. Mai. Dort musste Pruyn auf Grund der langen Distanz zwischen ihm und seiner Regierung in Washington, D. C. großenteils unabhängig von seinen Vorgesetzten agieren. Seine Geldsorgen ließen sich schnell lösen: Obwohl sein Gehalt nur $7500 pro Jahr betrug, konnte er es auf dem Devisenmarkt auf insgesamt $10000 aufbessern. Ferner überzeugte Pruyn in seiner Funktion als Privatperson die japanische Regierung vom Kauf von drei amerikanischen Kriegsschiffen. Der Bürgerkrieg führte jedoch dazu, dass nach einigen Verzögerungen nur ein Schiff in Japan eintraf. Ob Pruyn mit diesem Verhalten das Vertrauen der japanischen Regierung verspielte, ist umstritten.
Bis Commodore Matthew C. Perry 1854 die Regierung zwang, das Land dem Westen zu öffnen, war Japan in der Edo-Zeit unter den Tokugawa-Shōgunen vom Rest der Welt abgeschottet (sakoku); Pruyn war gerade einmal der zweite amerikanische Botschafter im Inselstaat. Die Vereinigten Staaten und die europäischen Mächte nutzten das von der langwierigen Abschottung herbeigeführte militärische und technologische Ungleichgewicht zwischen ihnen und Japan aus, um mit dem Shōgun (welcher de facto die japanische Regierung kontrollierte) die so genannten Ungleichen Verträge abzuschließen. Die Versuche der westlichen Staaten, auf diese Art und Weise ihre Dominanz zu etablieren, stießen in der japanischen Gesellschaft auf teilweise gewaltsamen Widerstand. Mehrere Morde an Ausländern und Anschläge auf Botschaftsgebäude in der Hauptstadt hatten zu angespannten Verhältnissen mit dem Westen geführt. Nach seiner Ankunft war Pruyn einige Zeit lang der einzige westliche Botschafter in der Hauptstadt Edo; nachdem ein Feuer die amerikanische Botschaft zerstört hatte, floh er wie zuvor der britische Botschafter nach Yokohama. Innenpolitisch sammelten sich viele Daimyō (die lokalen Machthaber) um den bislang machtlosen Kaiser. Ihr Ziel war der Sturz des Shōgunats und die Gleichstellung Japans mit den Vereinigten Staaten und den europäischen Mächten. Es stellte sich die Frage, ob der Kaiser die Ungleichen Verträge ratifizieren oder sich gegen den Shōgun stellen würde.
In Zusammenarbeit mit den Botschaftern der europäischen Mächte wollte Pruyn den Kaiser von der Ratifikation der Verträgen überzeugen, jedoch ohne einen Krieg zu provozieren oder die innenpolitische Stellung des Shōguns weiter zu gefährden. Die Konflikte mit den Daimyō verschärften sich nämlich, als der Daimyō Choshus eine Reihe europäischer und amerikanischer Schiffe an der Kammon-Straße angreifen ließ. Pruyn und seine Kollegen nutzten diese Gelegenheit, um ihre militärische Macht zur Schau zu stellen und das Shōgunat einzuschüchtern. Nachdem die amerikanische Wyoming mehrere Schiffe aus Choshu zerstört hatte, fühlte Pruyn sich und die amerikanische Delegation so geachtet wie nie zu vor in Japan. In seinen Augen hatte dieser Einsatz sogar einen Krieg verhindert. Zudem konnte er in Begleitung einer Abteilung amerikanischer Soldaten am Hof des Shōguns Entschädigungen für die Angriffe Choshus durchsetzen. Für weitreichendere militärische Unternehmungen war er auf die Unterstützung der europäischen Mächte angewiesen, da die Vereinigten Staaten ihre Ressourcen auf den Bürgerkrieg fokussieren mussten. Mit diesen plante er eine Strafexpedition gegen Choshu, welches weiterhin die Kammon-Straße blockierte. Im resultierenden Bombardement von Shimonoseki, welches sich im September 1864 ereignete, wurden die Öffnung der Kammon-Straße und Entschädigungen in der Höhe von $3 Mio. erzwungen. Nach weiteren Drohungen folgte die Ratifaktion der Verträge durch den Kaiser.
Sein Dienst in Japan hatte sich für Pruyn als lukrativ erwiesen; zudem war er von seiner Arbeit erschöpft, weshalb er 1865 den diplomatischen Dienst verließ und in die Vereinigten Staaten zurückkehrte. Sein Nachfolger wurde Robert B. Van Valkenburgh. Zurück in New York bekleidete er verschiedene Ämter in Politik, Wirtschaft und Bildung. In der Gouverneurswahl in New York 1866 trat er erfolglos als Kandidat der National Union Party für das Amt des Vizegouverneurs an. 1882 verstarb er in Albany.
1841 heiratete er Anne Lansing, mit der er vier Kinder hatte.

## Nachleben
Pruyns Amtszeit als Botschafter ist umstritten. Einerseits nutzte er, wie William Elliot Griffis schon 1876 hervorhob, die schwache Lage Japans zum Vorteil der Vereinigten Staaten aus. Zudem nahm er seinen Posten nur aus privaten Geldsorgen wahr. Andererseits meinen einige Historiker, er habe die europäischen Mächte von weitreichenderen Handlungen abgehalten. Edwin B. Lee beurteilt ihn als einen kompetenten Botschafter. Hingegen wirft Mark D. Ericson ihm vor, das Vertrauen des Shogunats missbraucht zu haben. Dadurch sei das Verhältnis zwischen beiden Staaten nachhaltig beschädigt worden.